# 国道346号

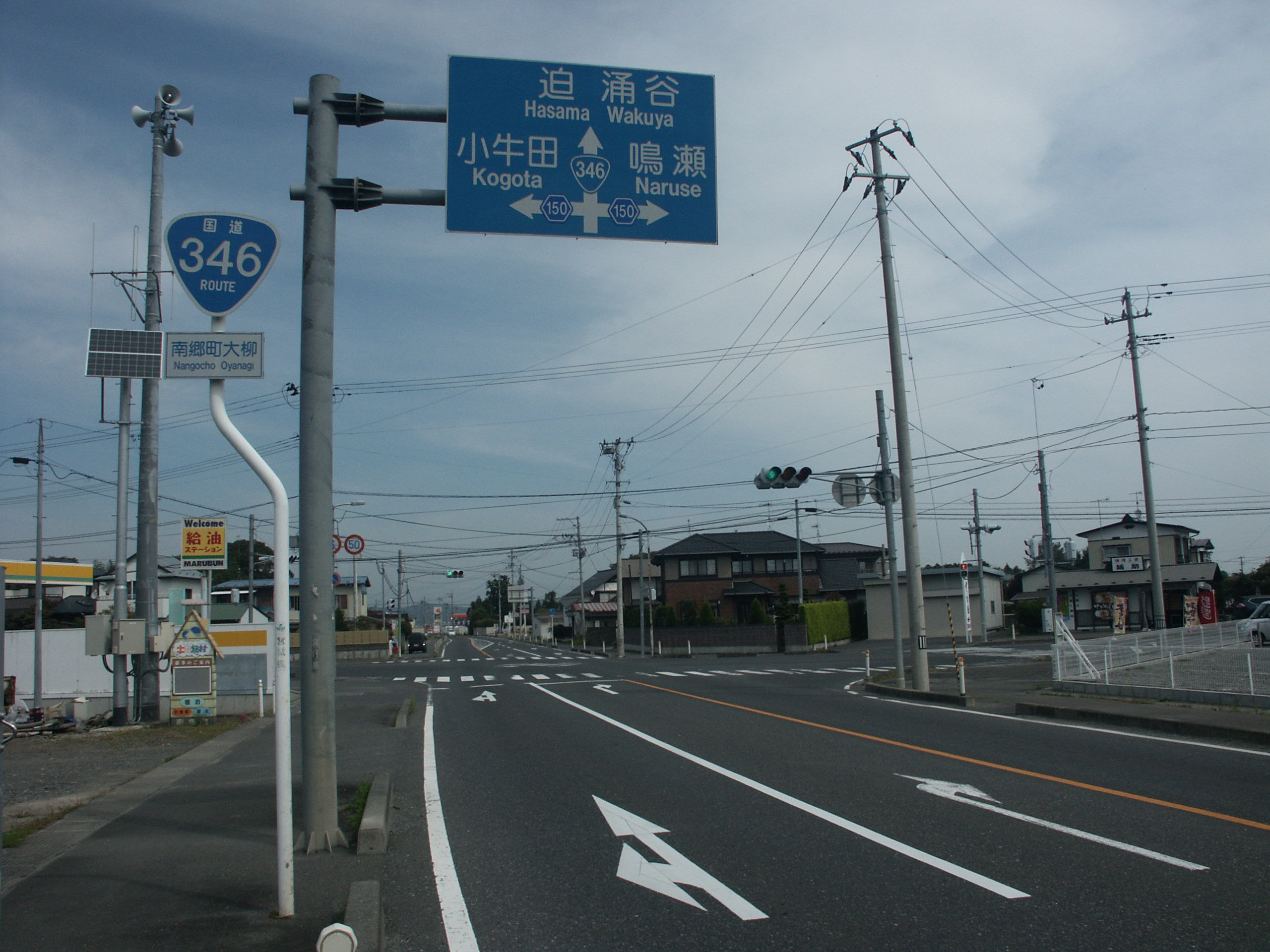
宮城県美里町大柳付近

国道346号（こくどう346ごう）は、宮城県仙台市青葉区から岩手県一関市を経由して、宮城県気仙沼市に至る一般国道である。

## 概要
仙台から気仙沼まで国道45号を通るよりも距離的には（数kmだけではあるが）近道である。
起終点はいずれも宮城県にあるが、少しだけ岩手県を通るため宮城県内完結ではない。同様の事例として三重県の国道368号がある。

### 路線データ
一般国道の路線を指定する政令に基づく起終点および重要な経過地は次のとおり。
- 起点：仙台市（青葉区、勾当台公園前[注釈 1] = 国道45号上、国道48号・国道286号起点）
- 終点：気仙沼市（松川 = 国道45号上、国道284号交点）
- 重要な経過地：多賀城市、塩竈市、宮城県宮城郡松島町、同県遠田郡涌谷町、同県登米郡迫町[注釈 3]、同郡中田町[注釈 3]、同郡東和町[注釈 3]、同県本吉郡本吉町[注釈 3]
- 総延長 : 121.8 km（岩手県 2.0 km、宮城県 108.5 km、仙台市 11.3 km）重用延長を含む[2][注釈 4]
- 重用延長 : 45.2 km（岩手県 - km、宮城県 33.9 km、仙台市 11.3 km）[2][注釈 4]
- 未供用延長 : なし[2][注釈 4]
- 実延長 : 76.6 km（岩手県 2.0 km、宮城県 74.6 km、仙台市 - km）[2][注釈 4]
  - 現道 : 73.6 km（岩手県 2.0 km、宮城県 71. km、仙台市 - km）[2][注釈 4]
  - 旧道 : 3.0 km（岩手県 - km、宮城県 3.0 km、仙台市 - km）[2][注釈 4]
  - 新道 : なし[2][注釈 4]
- 指定区間；国道45号・国道108号と重複する区間（宮城県仙台市青葉区・勾当台公園前（起点） - 宮城郡松島町・根廻交差点、遠田郡涌谷町下道 - 遠田郡涌谷町砂田前、気仙沼市本吉町津谷長根 - 気仙沼市松川（終点））[3]

## 歴史
国道346号のうち、宮城郡松島町 - 登米市迫町佐沼の区間は「佐沼街道」と呼ばれ、登米・栗原地域への連絡路であった。

### 国道指定以前
- 1954年（昭和29年）
  - 1月20日 - 県道仙台桶谷線の一部、県道広淵鹿島台停車場線の一部、県道桶谷佐沼線の一部、県道狼河原佐沼線の一部、県道米谷津谷線の一部および県道千厩志津川線の一部が、仙台気仙沼線（宮城県仙台市 - 宮城県気仙沼市）として主要地方道の指定を受ける[5]。
  - 8月16日 - 岩手県より仙台気仙沼線として県道に認定される[6]。
  - 12月27日 - 宮城県より仙台気仙沼線として県道に認定される[7]。

### 国道指定後
- 1975年（昭和50年）4月1日 - 一般国道346号（宮城県仙台市 - 宮城県気仙沼市）として指定[8]。
- 2013年（平成25年）3月23日 - 鹿島台バイパスが開通する[9]。
- 2016年（平成28年）4月24日 - 本吉バイパスが開通する[10]。

## 路線状況

### バイパス
- 鹿島台バイパス
- 本吉バイパス
- 涌谷バイパス

### 重複区間
- 国道45号（仙台市（起点） - 松島町・根廻交差点）
- 国道108号（涌谷町下道 - 涌谷町砂田前）
- 国道398号（登米市・桑原スタンド前交差点 - 登米市・黒沼十文字交差点）
- 国道456号（登米市・米川字町交差点 - 気仙沼市本吉町津谷長根）
- 国道45号（気仙沼市本吉町津谷長根 - 気仙沼市（終点））

### 道路施設

#### 道の駅
- 宮城県
  - 林林館（登米市）
  - 米山（登米市）
  - 大谷海岸（気仙沼市）

## 地理

### 通過する自治体
- 宮城県
  - 仙台市（青葉区 - 宮城野区） - 多賀城市 - 塩竈市 - 宮城郡利府町 - 宮城郡松島町 - 大崎市 - 遠田郡美里町 - 遠田郡涌谷町 - 登米市
- 岩手県
  - 一関市
- 宮城県
  - 気仙沼市

### 交差する道路
- 国道48号・国道286号重複、宮城県道22号仙台泉線（仙台市青葉区・勾当台公園前[注釈 1]起点）
- 宮城県道137号荒浜原町線（仙台市宮城野区・五輪1丁目交差点）
- 宮城県道138号原町停車場線（仙台市宮城野区五輪二丁目
- 宮城県道8号仙台松島線（仙台市宮城野区・坂下交差点）
- 国道4号（仙台市宮城野区・苦竹IC = 国道6号終点、国道47号起点）
- 宮城県道141号今市福田線（仙台市宮城野区・福田大橋西詰）
- 宮城県道139号蒲生福田線（仙台市宮城野区・福田大橋東詰）
- 宮城県道141号今市福田線（仙台市宮城野区福室四丁目）
- E6 仙台東部道路・三陸自動車道（仙塩道路） 仙台港北IC（仙台市宮城野区）
- 宮城県道10号塩釜亘理線（多賀城市・八幡交差点）
- 宮城県道58号塩釜七ヶ浜多賀城線（多賀城市・八幡交差点）
- 宮城県道143号多賀城停車場線（多賀城市八幡四丁目）
- 宮城県道58号塩釜七ヶ浜多賀城線（多賀城市・下馬交差点）
- 宮城県道58号塩釜七ヶ浜多賀城線（多賀城市下馬三丁目）
- 宮城県道11号塩釜港線（塩竈市・港町交差点）
- 宮城県道58号塩釜七ヶ浜多賀城線（塩竈市・海岸通り交差点）
- 宮城県道3号塩釜吉岡線（塩竈市海岸通）
- 宮城県道144号赤沼松島線（宮城郡松島町松島）
- 宮城県道145号高城停車場線・宮城県道213号松島停車場線（宮城郡松島町・松島橋西詰）
- 宮城県道8号仙台松島線（宮城郡松島町・愛宕交差点）
- 国道45号（松島町・根廻交差点・重複区間ここまで）
- E45 三陸沿岸道路（仙台松島道路）松島北IC（松島町）
- 宮城県道229号竹谷幡谷線・宮城県道241号大和幡谷線（松島町幡谷）
- 国道346号 鹿島台バイパス
- 宮城県道16号石巻鹿島台大衡線・宮城県道60号鹿島台鳴瀬線（大崎市鹿島台平渡）
- 宮城県道149号鹿島台停車場線（大崎市鹿島台平渡）
- 宮城県道19号鹿島台高清水線（大崎市鹿島台平渡）
- 国道346号（大崎市鹿島台木間塚）
- 国道346号 鹿島台バイパス（大崎市鹿島台木間塚）
- 宮城県道151号河南南郷線（美里町大柳）
- 宮城県道150号鳴瀬南郷線（美里町大柳）
- 国道108号 涌谷バイパス、宮城県道173号涌谷田尻線（涌谷町下道）
- 国道108号（涌谷町砂田前）
- 宮城県道61号涌谷津山線（涌谷町涌谷）
- 宮城県道29号河南築館線（涌谷町小里）
- 宮城県道237号瀬峰豊里線（登米市米山町中津山）
- 宮城県道15号古川登米線（登米市米山町中津山）
- 宮城県道15号古川登米線（登米市米山町西野）
- 宮城県道198号新田米山線（登米市米山町西野）
- 宮城県道1号古川佐沼線（登米市迫町佐沼）
- 宮城県道36号築館登米線（登米市迫町佐沼）
- 国道398号（登米市迫町佐沼・桑原スタンド前交差点）
- みやぎ県北高速幹線道路 佐沼IC（登米市）
- 宮城県道201号石森登米線（登米市中田町石森）
- 国道398号、宮城県道4号中田栗駒線（登米市中田町宝江黒沼・黒沼十文字交差点）
- 宮城県道4号（浅水バイパス、登米市中田町上沼字谷地前）
  - E45 三陸沿岸道路（桃生登米道路）登米ICへのアクセス道路
- 国道342号（登米市中田町上沼・堀米交差点）
- 宮城県道・岩手県道189号東和薄衣線（登米市東和町錦織）
- 宮城県道202号東和登米線（登米市東和町米川）
- 宮城県道233号馬籠東和線（登米市東和町米川）
- 国道456号（登米市東和町米川・米川字町交差点）
- 岩手県道295号藤沢大籠線（一関市藤沢町大籠）
- 宮城県道233号馬籠東和線（気仙沼市本吉町上野）
- 宮城県道206号馬籠志津川線（気仙沼市本吉町馬籠町）
- 国道346号 本吉バイパス（気仙沼市本吉町津谷桜子）
- 宮城県道・岩手県道18号本吉室根線（気仙沼市本吉町津谷松岡）
- 宮城県道65号気仙沼本吉線（気仙沼市本吉町津谷舘岡）
- E45 三陸沿岸道路（歌津本吉道路・本吉気仙沼道路）本吉津谷IC（気仙沼市）
- 国道45号（気仙沼市本吉町津谷長根、終点まで重複）
- E45 三陸沿岸道路（本吉気仙沼道路）大谷海岸IC（気仙沼市）
- 宮城県道26号気仙沼唐桑線（気仙沼市松崎馬場）
- E45 三陸沿岸道路（本吉気仙沼道路）気仙沼中央IC（気仙沼市）
- 宮城県道65号気仙沼本吉線（気仙沼市上田中一丁目）
- 国道45号、国道284号（気仙沼市・松川IC、終点）